# Deichtire
Deichtire [dʴeçtʴirʴe], Deichtine [dʴeçtʴinʴe], auch Dechtire oder Dectera ist in der keltischen Mythologie Irlands eine Sagengestalt aus dem Ulster-Zyklus.

## Mythologie
- Artikel Compert Con Chulainn

Deichtire ist eine Tochter, in anderen Versionen eine Schwester des Königs Conchobhar Mac Nessa, aber auch Tochter des Druiden Cathbad mit Nessa, sowie Schwester Elbhas und Finncháems wird sie genannt. Sie ist die Mutter Cú Chulainns, auch hier gibt es unterschiedliche Traditionen. Als Tochter Cathbads war sie eines Tages verschwunden, wurde beim Gott Lugh wiedergefunden und überließ den Ultern einen  Sohn, der von Finncháem, Deichtires Schwester, aufgezogen wurde.
Als Tochter (oder Schwester) Conchobhars war sie dessen Wagenlenkerin, blieb für eine Nacht in einem Bauernhof, wo Lugh mit ihr schlief. Das aus dieser Verbindung entstandene Kind wurde zuerst Sétanta mac Sualtaim genannt. Die Schwangerschaft soll aber auch durch das Verschlucken eines kleinen Tierchens zustande gekommen sein. Conchobhar vermählte seine Tochter daraufhin mit Sualtam, dem Sohn einer Elfe. Auch hier wird der Knabe von Finncháem aufgezogen.